# Phellinus sancti-georgii
Phellinus sancti-georgii är en svampart som först beskrevs av Narcisse Theophile Patouillard, och fick sitt nu gällande namn av Leif Ryvarden 1972. Phellinus sancti-georgii ingår i släktet Phellinus och familjen Hymenochaetaceae.   Inga underarter finns listade i Catalogue of Life.